# تازيدرا (ادا اونفي)
تزيضرا هي منطقة تقع بين مراكش و أكادير تضم العديد من الدواور منها دوار بضاش لوضا أݣرواو الديران أوزو تزيضرا التابعة إداريا ل جماعة تيمليلت، إقليم شيشاوة، جهة مراكش آسفي في المملكة المغربية. ينتمي  يقدر عدد سكانه بـ 2397 نسمة حسب الإحصاء الرسمي للسكان والسكنى لسنة 2004.

## روابط خارجية
- البوابة الوطنية للجماعات الترابية نسخة محفوظة 12 مارس 2018 على موقع واي باك مشين.
- المندوبية السامية للتخطيط